# Recording Industry Association of America
Recording Industry Association of America (RIAA, en català: Associació de la Indústria Discogràfica dels Estats Units) és una associació nord-americana que representa a la major part de les companyies discogràfiques i és la responsable de la certificació de vendes discogràfica als Estats Units.
Els seus membres principalment són les companyies discogràfiques i els distribuïdors discogràfics, que segons dades pròpies de la RIAA "creen, produeixen i distribueixen aproximadament el 85% de totes les produccions sonores produïdes i venudes als Estats Units".
La RIAA es va formar el 1952 amb l'objectiu principal d'administrar l'estàndard de qualitat dels enregistraments sonors i en un començament es va anomenar la corba d'equalització RIAA o Riaa Equalization corbi, i aquesta es va convertir en una tècnica que estandarditza la freqüència de resposta dels discos de vinil durant la manufactura i l'ús.
La RIAA ha continuat en la creació i administració de tècniques d'estandardització per als últims sistemes de creació i reproducció de la indústria musical, com és el cas de les cintes magnètiques, incloent els àudio cassets i els cassets d'àudio digital, els discos compactes, i el programari per a les noves tecnologies discogràfiques.
La RIAA també participa en la col·lecció, administració i distribució de llicències musicals i regalies, és responsable pels diferents certificats de vendes d'àlbums i senzills, a més de recopilar informació sobre dades de vendes, i llistats d'àlbums amb major quantitat en vendes i llista de senzills més ben venuts
Llista de metes de la RIAA:
1. Protegir els drets de propietat intel·lectual i la primera esmena dels drets dels artistes.
2. Realitzar investigacions sobre la indústria musical.
3. Monitorar i revisar lleis, regulacions i polítiques rellevants a la indústria musical.

## Estructura i vendes de la companyia

EMI, una de les companyies que formen part de la RIAA.

Des de l'any 2003, el director executiu és Mitch Bainwol, assistit per Cary Sherman, la presidenta de la junta directiva. La junta directiva consisteix en 26 membres provinents de les 4 empreses més grans de la RIAA, anomenades els Big Four (Quatre Grans en català) i aquests són:
- EMI
- Sony Music Entertainment
- Universal Music Group
- Warner Music Group

La RIAA representa al voltant de 1.600 companyies privades, segells discogràfics i distribuïdors, els quals col·lectivament creen i distribueixen un alt percentatge de la música que es ven als Estats Units; el total del valor de vendes de discos pels membres de la RIAA és multimilionari encara que ha estat en un declivi, un exemple és que es van reportar $10.400 milions de dòlars l'any 2007 reflectint un declivi de les vendes de 1999 que van ser reportades en $14.600 milions de dòlars.

## Certificació de vendes
La RIAA opera un programa de premis per a àlbums que venguin un gran nombre de còpies. El programa es va iniciar el 1958, amb premis d'Or o Gold Awards per a àlbums i senzills que generessin un milió de dòlars en vendes.
El criteri va canviar el 1975 per fer la base no en termes monetaris si no en termes de vendes de còpies donant el Gold Award a senzills o àlbums que venguessin 500.000 còpies. El 1976 el Premi de Platí o Platinum Award es va afegir per als àlbums que venguessin un milió de còpies, i el 1999 es va incloure el premi de Diamant o Diamond Award per a àlbums que venguessin 10 milions de còpies. El 2000, la Riaa es va començar "Els Premis d'Or i de Platí" per a àlbums en espanyol.
Els premis són oberts tant per a enregistraments de companyies afiliats a la RIAA o per a les que no estan afiliades; la RIAA gestiona un sistema similar per a vendes en idioma espanyol anomenats Premis Awards".

### Certificació de vendes digitals
L'any 2004, la RIAA va afegir un tipus de certificació per al que es denominava enregistraments digitals i aplica per a: enregistraments transformats a un format apte per ser rebudes per una xarxa, algunes d'aquestes es venen a través d'iTunes Store, i exclou els suports físics.
El 2006 es va afegir la categoria de Digital Ring tones, en aquesta categoria s'inclouen els enregistraments de Ringtones per a telèfon mòbil.
Els actuals criteris de certificació són:
- Plata: 100.000 vendes.
- Or: 500.000 vendes.
- Platí: 1.000.000 vendes.
- Múltiple Platí: més de 2.000.000, se certifica de nou per cada milió de vendes.
- Diamant: 10.000.000 vendes.

### Certificació de vídeo de llarga durada
A la vegada que existeix d'àlbums, àlbums digitals i senzills existeix una altra classificació de música anomenada "video de llarga durada" que compila: Llançament en DVD i VHS d'àlbums en viu i compilacions d'àlbums. Els criteris de classificació són àmpliament diferents d'altres estils:
- Or: 50.000 vendes.
- Platí: 100.000 vendes.